# Troy Batchelor
Troy Matthew Batchelor (ur. 29 sierpnia 1987 w Brisbane) – australijski żużlowiec, występujący również na długim torze.

## Życiorys
Troy Batchelor zaczął interesować się motocyklami w wieku 4 lat. Jako dwunastolatek pierwszy raz wsiadł na motocykl żużlowy (125cc). W roku 2007 zadebiutował w polskiej Ekstralidze, od razu sięgając po złoty medal z Unią Leszno. Kibicom znany jest także z występów w lidze angielskiej, gdzie aktualnie (2022) reprezentuje barwy Ipswich Witches. W sezonach 2013-2014 Batchelor reprezentował barwy Sparty Wrocław. W latach 2015–2016 bronił barw ROW-u Rybnik, w sezonie 2017 Wybrzeża Gdańsk, a od 2018 do 2020 roku ponownie był zawodnikiem rybnickiego ROW-u.

## Przynależność klubowa
Wielka Brytania
- Eastbourne Eagles (2005)
- King’s Lynn Stars (2005–2006)
- Coventry Bees (2006)
- Poole Pirates (2007)
- Swindon Robins (2008–2009)
- Ipswich Witches (2009)
- Peterborough Panthers (2010–2011)
- Swindon Robins (2012–2015)
- King’s Lynn Stars (2016–2017)
- Swindon Robins (2018–2019)
- Sheffield Tigers (2021)
- Kent Kings (2021)
- Oxford Cheetahs (2022)
- Ipswich Witches (2022)

Polska
- Unia Leszno (2007–2012)
- WTS Wrocław (2013–2014)
- ROW Rybnik (2015–2016)
- GKŻ Wybrzeże Gdańsk (2017)
- ROW Rybnik (2018–2020)
  - Polonia Bydgoszcz (2020) – wyp.
- Unia Tarnów (2022)

Szwecja
- Dackarna Målilla (2008)
- Smederna Eskilstuna (2009)
- Lejonen Gislaved (2010–2011)
- Hammarby Sztokholm (2012)
- Västervik Speedway (2013–2014)
- Vetlanda Speedway (2019)

Dania
- Holsted Speedway Klub (2010)

Rosja
- Wostok Władywostok (2011)

Czechy
- PSK Olymp Praga (2012)

## Starty w Grand Prix (Indywidualnych Mistrzostwach Świata na Żużlu)

### Miejsca na podium
| Nr | Dzień      | Rok  | Nazwa            | Miejscowość | Tor                      | Miejsce | Punkty | Biegi           | Zwycięzca              |
| -- | ---------- | ---- | ---------------- | ----------- | ------------------------ | ------- | ------ | --------------- | ---------------------- |
| 1. | 28 czerwca | 2014 | Grand Prix Danii | Kopenhaga   | Parken (sztuczny tor)    | 2.      | 20     | (3,3,3,3,3,3,2) | Niels Kristian Iversen |
| 2. | 18 lipca   | 2015 | Grand Prix Łotwy | Dyneburg    | Latvijas spīdveja centrs | 3.      | 11     | (3,3,3,1,1)     | Maciej Janowski        |

### Punkty w poszczególnych zawodachGrand Prix
| Sezon 2013                   |                        |                        |                                |                                |                                 |                                |                                 |                                 |                       |                        |                          |         |         |         |         |         |         |         |         |         |         |        |        |        |        |        |        |        |        |        |        |
| GP Nowej Zelandii – Auckland | GP Europy – Bydgoszcz  | GP Szwecji – Göteborg  | GP Czech – Praga               | GP Wielkiej Brytanii – Cardiff | GP Polski – Gorzów Wielkopolski | GP Danii – Kopenhaga           | GP Włoch – Terenzano            | GP Łotwy – Dyneburg             | GP Słowenii – Krško   | GP Skandynawii – Solna | GP Polski – Toruń        | miejsce | miejsce | miejsce | miejsce | miejsce | miejsce | miejsce | miejsce | miejsce | miejsce | punkty | punkty | punkty | punkty | punkty | punkty | punkty | punkty | punkty | punkty |
| –                            | –                      | –                      | –                              | –                              | –                               | –                              | –                               | –                               | –                     | –                      | 6                        | 21      | 21      | 21      | 21      | 21      | 21      | 21      | 21      | 21      | 21      | 6      | 6      | 6      | 6      | 6      | 6      | 6      | 6      | 6      | 6      |
| Sezon 2014                   |                        |                        |                                |                                |                                 |                                |                                 |                                 |                       |                        |                          |         |         |         |         |         |         |         |         |         |         |        |        |        |        |        |        |        |        |        |        |
| GP Nowej Zelandii – Auckland | GP Europy – Bydgoszcz  | GP Finlandii – Tampere | GP Czech – Praga               | GP Szwecji – Målilla           | GP Danii – Kopenhaga            | GP Wielkiej Brytanii – Cardiff | GP Łotwy – Dyneburg             | GP Polski – Gorzów Wielkopolski | GP Nordyckie – Vojens | GP Skandynawii – Solna | GP Polski – Toruń        | miejsce | miejsce | miejsce | miejsce | miejsce | miejsce | miejsce | miejsce | miejsce | miejsce | punkty | punkty | punkty | punkty | punkty | punkty | punkty | punkty | punkty | punkty |
| 4                            | 4                      | 10                     | 3                              | 5                              | 20                              | 3                              | 8                               | 9                               | 13                    | 6                      | 6                        | 9       | 9       | 9       | 9       | 9       | 9       | 9       | 9       | 9       | 9       | 91     | 91     | 91     | 91     | 91     | 91     | 91     | 91     | 91     | 91     |
| Sezon 2015                   |                        |                        |                                |                                |                                 |                                |                                 |                                 |                       |                        |                          |         |         |         |         |         |         |         |         |         |         |        |        |        |        |        |        |        |        |        |        |
| GP Polski – Warszawa         | GP Finlandii – Tampere | GP Czech – Praga       | GP Wielkiej Brytanii – Cardiff | GP Łotwy – Dyneburg            | GP Szwecji – Målilla            | GP Danii – Horsens             | GP Polski – Gorzów Wielkopolski | GP Słowenii – Krško             | GP Sztokholmu – Solna | GP Polski – Toruń      | GP Australii – Melbourne | miejsce | miejsce | miejsce | miejsce | miejsce | miejsce | miejsce | miejsce | miejsce | miejsce | punkty | punkty | punkty | punkty | punkty | punkty | punkty | punkty | punkty | punkty |
| 0                            | 7                      | 6                      | 4                              | 11                             | 2                               | 6                              | 4                               | 9                               | 5                     | 3                      | 2                        | 12      | 12      | 12      | 12      | 12      | 12      | 12      | 12      | 12      | 12      | 59     | 59     | 59     | 59     | 59     | 59     | 59     | 59     | 59     | 59     |

| Statystyki        | Statystyki |
| ----------------- | ---------- |
| Starty            | 25         |
| Zwycięstwa        | 0          |
| Miejsca na podium | 2          |
| Finalista         | 3          |
| Punkty            | 156        |

## Ważniejsze osiągnięcia
- Indywidualne Mistrzostwa Świata Juniorów
  - 2006 – Runda Kwalifikacyjna 2   Pozycja: 6   Punkty: 10
  - 2008 – Finał   Pozycja: 4   Punkty: 11

- Indywidualne Mistrzostwa Australii poniżej 16 lat
  - 2001 –  Pozycja: 4
  - 2002 –  Pozycja: 1

- Indywidualne Mistrzostwa Australii poniżej 21 lat
  - 2005 –  Pozycja: 5
  - 2006 –  Pozycja: 2
  - 2007 –  Pozycja: 2

- Indywidualne Mistrzostwa Australii
  - 2005:
    - Pozycja: 8   Punkty: 32

  - 2008:
    - Runda 1   –  Pozycja: 5   Punkty: 10+1
    - Runda 2   –  Pozycja: 2   Punkty: 10+2
    - Runda 3   –  Pozycja: 3   Punkty: 11+1
    - Runda 4   –  Pozycja: 2   Punkty: 12+2
    - Runda 5   –  Pozycja: 2   Punkty: 15+2
    - Końcowa Klasyfikacja  – Pozycja: 2 Punkty: 86

  - 2009:
    - Runda 1   –  Pozycja: 10  Punkty: 6
    - Runda 2   –  Pozycja: 3   Punkty 12+1
    - Runda 3   –  Pozycja: 2   Punkty: 10+3+2
    - Końcowa Klasyfikacja –  Pozycja: 4   Punkty:   45

  - 2010:
    - Runda 1   –  Pozycja: 1   Punkty 14+3
    - Runda 2   –  Pozycja: 1   Punkty 12+3
    - Runda 3   –  Pozycja: 5   Punkty 11
    - Końcowa Klasyfikacja  –  Pozycja: 2  Punkty:  55

  - 2012:
    - Pozycja: 19   Punkty: 2

  - 2013:
    - Runda 1   –  Pozycja: 1   Punkty 13+3
    - Runda 2   –  Pozycja: 1   Punkty 12+3
    - Runda 3   –  Pozycja:1   Punkty 14+3
    - Końcowa Klasyfikacja  –  Pozycja: 1 Punkty:  60

  - 2014:
    - Runda 1   –  Pozycja: 4   Punkty 12
    - Runda 2   –  Pozycja: 4   Punkty 14
    - Runda 3   –  Pozycja: NS
    - Końcowa Klasyfikacja   –  Pozycja: 10 Punkty 32

- Mistrzostwa Australii na długim torze
  - 2003 –  Pozycja: 1
  - 2004 –  Pozycja: 1

- Drużynowy Puchar Świata
  - 2009 – Finał w Lesznie, pozycja Australijczyków: 2, Batchelor: 4 pkt
  - 2010 - Baraż w Vojens, pozycja Australijczyków: 5, Batchelor: 4 pkt
  - 2011 - Finał w Gorzowie WLKP, pozycja Australijczyków: 2, Batchelor: 10 pkt
  - 2012 - Półfinał w King’s Lynn, pozycja Australijczyków: 1, Batchelor: 7 pkt
  - 2013 - Finał w Pradze, pozycja Australijczyków: 3, Batchelor: 11 pkt
  - 2014 - Finał w Bydgoszczy, pozycja Australijczyków: 3, Batchelor: 2 pkt